# Antonio Medina Vega
Antonio Medina Vega (Puerto de la Luz, Las Palmas de Gran Canaria, 1915 - Madrid, 21 de febrero de 1946) fue un militante comunista español, oficial del Ejército Popular de la República Española, guerrillero antifranquista y miembro de Resistencia Francesa durante la Segunda Guerra Mundial.

## Biografía
Nació en el Puerto de la Luz, en la ciudad de Las Palmas de Gran Canaria en el año 1915, hijo de José Medina y Antonia Vega. 
Formó parte como oficial del Ejército Popular de la República durante la Guerra Civil Española. Tras la derrota del bando republicano, se exilió en Francia, donde pasó a ser instructor en el maquis FTPF organizado en el bosque de Picaussel. En 1941 fue nombrado capitán del F.F.I. y comisario político de la 234ª Brigada (Aude) de Guerrilleros Españoles, al mando de José Díaz, que pasó a denominarse 5ª Brigada a partir de 1943. Su intervención fue decisiva en la liberación del departamento francés del Aude.
De vuelta a España, pasa a formar parte de la Agrupación Guerrillera de Madrid. Fue detenido el 20 de octubre de 1945, varios días más tarde de la ejecución de Pérez de Ayala y la detención de Francisco Carranque. El 22 de enero de 1946 fue sometido a juicio en Alcalá de Henares ante el Juzgado Especial de Espionaje y Comunismo, dirigido por el coronel Eymar, junto al resto de integrantes del "expediente Cristino". El 20 de febrero le fue comunicado en la prisión madrileña de Carabanchel el "enterado" de Franco. Fue fusilado el 21 de febrero de 1946 en el campo de tiro de Campamento (Madrid), junto a 11 antifranquistas más, entre los que se encontraba Cristino García. Por los méritos alcanzados en la resistencia fue condecorado con la Cruz de Guerra.